# Kumkuyu, Şefaatli
Kumkuyu là một xã thuộc huyện Şefaatli, tỉnh Yozgat, Thổ Nhĩ Kỳ. Dân số thời điểm năm 2010 là 95 người.